# ロングビーチ (哨戒フリゲート)
ロングビーチ (USS Long Beach, PF-34) は、アメリカ海軍の哨戒フリゲート。タコマ級フリゲートの1隻。艦名はカリフォルニア州ロングビーチおよびニューヨーク州ロングビーチに因む。その名を持つ艦としては2隻目。

## 艦歴
ロングビーチは海事委任契約の下 PG-142 (砲艦)として1943年3月19日にカリフォルニア州ウィルミントンのコンソリデーテッド・スチール社で起工した。1943年4月15日に PF-34 （哨戒フリゲート）に艦種変更され、1943年5月5日にウォルター・ボイド夫人によって命名、進水、1943年9月8日に艦長T・R・ミッドトライイング沿岸警備隊少佐の指揮下就役した。
カリフォルニアでの整調後、ロングビーチは1944年1月12日にカリフォルニア州サンディエゴを出航し、オーストラリアのケアンズに向かう。2月17日に到着し、上陸支援艇2隻をミルン湾からサデスト岬まで牽引、3月16日にアドミラルティ諸島のマヌス島上陸に参加するカーター・ホール (USS Carter Hall, LSD-3) の護衛として出航した。3月18日にサデスト岬に戻り、ニューギニア付近で護衛艦としての任務に従事し、4月19日にアイタペ侵攻に参加する。その後8月6日にスハウテン諸島へ向けて出航、偵察および艦砲射撃を行い、ビアク島近辺の日本軍の抵抗を排除した。ロングビーチは8月31日にニューギニア沖での任務に戻った。
11月5日、ロングビーチは補給に向かう戦車揚陸艦隊の護衛としてレイテ島へ出航し、11月15日にレイテ湾に到着、21日にニューギニアに帰還した。12月15日に帰国の途に就き、パナマを経由して1945年1月25日にマサチューセッツ州ボストンに到着した。オーバーホール後、3月27日にアラスカに向けて出航、途中パナマ運河地帯のバルボアで訓練を行い、1945年7月12日にアラスカ州コールド・ベイで退役、レンドリース法に基づきソ連海軍に貸与された。
ソ連海軍での任務後、横須賀でアメリカ海軍に返還されたロングビーチは1953年11月30日、日米船舶貸与協定に基づき第10回貸与艦として警備隊（後の海上自衛隊）に貸与され、「しい (PF-17)」として就役し、横須賀地方隊に編入された。同年12月23日、「けやき」、「とち」、「まき」とともに第3船隊を新編。1954年4月10日、第3船隊は第2船隊群（後の第2護衛隊群）に編入された。
1957年2月15日に、新たに建造される原子力ミサイル巡洋艦にその名を譲るため、ロングビーチの艦名は取り消され、同年9月1日、艦籍番号を PF-297 に変更された。1960年12月1日に新編された第3護衛隊群に旗艦として編入された。1961年12月1日にアメリカ海軍から除籍され、PF-34 は1962年8月28日に貸与から供与に変更された。「しい」は1964年12月10日、護衛艦隊直轄艦となり、1966年4月1日、横須賀地方隊に編入。1967年3月31日には特務船（YAS-44）に区分変更され、1968年3月31日に除籍。1971年7月12日、アメリカ海軍に返還され、その後スクラップとして処分された。
ロングビーチは第二次世界大戦の戦功で4個の従軍星章を受章した。